# Clema elegans
Espèce
Clema elegans est une espèce de coléoptères, de la famille des Buprestidae, de la sous-famille des Agrilinae, de la tribu des Coraebini et de la sous-tribu des Clemina. Elle a été trouvée au Turkestan. Ce serait un synonyme de Pseudoclema transvaalense.